# Peppermint (2018)
Peppermint (bra: A Justiceira; prt: Peppermint) é um filme de ação e suspense estadunidense de 2018 dirigido por Pierre Morel.

## Sinopse
Riley é casada com Chris e tem uma filha de dez anos, Carly; os dois últimos, devido a uma retaliação, são mortos por Diego Garcia, chefe do submundo local. Riley consegue reconhecer os assassinos, mas no julgamento após o assassinato, o juiz, tendo sido secretamente subornado por Garcia, rapidamente encerra o caso, citando provas insuficientes como o motivo. Riley decide então “fazer justiça com as próprias mãos” e matar todos aqueles que arruinaram sua vida, e depois que o projeto desaparece de circulação.
Cinco anos depois de estar “fora do radar”, Riley volta armada até os dentes e começa a lidar com todos os responsáveis pelo extermínio de sua família passando a matá-los um a um; o FBI começa a tentar rastrear Riley, mas ela se mostra muito cuidadosa e preparada, e não vai parar até eliminar Garcia com as próprias mãos.

## Elenco
- Jennifer Garner como Riley North
- John Ortiz como Detetive Moises Beltran
- John Gallagher Jr. como Detetive Stan Carmichael
- Juan Pablo Raba como Diego Garcia
- Annie Ilonzeh como Agente do FBI Lisa Inman
- Jeff Hephner como Chris North
- Pell James como Peg
- Cliff "Method Man" Smith como Detetive de Narcóticos Barker
- Cailey Fleming como Carly North
- Tyson Ritter como Sam Sem-teto
- Richard Cabral como Salazar
- Johnny Ortiz como Torres
- Eddie Shin como Agente do FBI Peter Li
- John Boyd como Marvin
- Michael Mosley como Robert Henderson
- Ian Casselberry como Cortez
- Kyla-Drew Simmons como Maria
- Samantha Edelstein como Vendedora de Sorvete
- YaYa Gosselin como Ana (Filha de Garcia)
- Emma Thoraval como Menina Sem-teto (Maria)
- Hunter Wright como Menino Sem-teto
- Tate Birchmore como Menino no Ônibus

## Lançamento
Nos Estados Unidos, o filme foi lançado em 7 de setembro de 2018 pela STX Films; em Portugal, o filme foi lançado em 27 de setembro de 2018, e no Brasil, em 18 de outubro de 2018.

## Recepção

### Bilheteria
Nos Estados Unidos e Canadá, Peppermint arrecadou US$ 35,4 milhões e US$ 18,4 milhões em outros territórios estadunidenses; finalmente, totalizou uma receita bruta mundial de US$ 53,9 milhões, contra um orçamento de produção de 25 milhões.
Em seu primeiro dia, o filme arrecadou US$ 4,7 milhões, incluindo US$ 800 mil em prévias noturnas. Em sua primeira semana, ficou em segundo lugar nas bilheterias, com US$ 13,4 milhões, atrás de The Nun.